# Ernst Lindemann
Otto Ernst Lindemann (1894. március 28. – 1941. május 27.) német tengerésztiszt volt, sorhajókapitányi rangban a Bismarck csatahajó parancsnokaként vált ismertté.
Lindemann 1913-ban lépett be a Német Császári Haditengerészet (Kaiserliche Marine) kötelékébe és az alapkiképzése után egy sor hadihajón teljesített szolgálatot távírászként az első világháború alatt. A Bayern csatahajó fedélzetén 1917-ben részt vett az Albion hadműveletben. Az első világháborút követően különböző hadtörzsi és tüzérségi kiképző helyeken szolgált. A második világháború kitörése után a Bismarck csatahajó parancsnokává nevezték ki. Ez a hajó volt ekkor a világ legnagyobb szolgálatban lévő hadihajója.
1941 májusában a Lindemann parancsnokolta csatahajó a Prinz Eugen nehézcirkálóval egy harccsoportot képezve vett részt a Rheinübung hadműveletben, amit Günther Lütjens tengernagy, a flotta parancsnoka vezetett a Bismarck fedélzetéről. A Seekriegsleitung (német haditengerészet parancsnoksága) utasításai szerint a Balti-tenger partján lévő Gotenhafenből kellett útnak indulniuk és támadást intézniük az Atlanti-óceánon közlekedő brit konvojok ellen. A harccsoport Grönland és Izland között igyekezett kijutni az óceánra, ahol összetalálkoztak az elfogásukra kiküldött brit hadihajókkal és harcba bocsátkoztak velük. A Dánia-szorosban vívott csata a brit Hood csatacirkáló megsemmisülésével végződött. Ezt követően a sérülései miatt a francia partokat elérni igyekvő csatahajót brit torpedóbombázók manőverképtelenné tették és május 27-én az őt beérő brit hadihajók másfél órás küzdelemben harcképtelenné tették, majd a legénysége elsüllyesztette. Lindemann és parancsnoki törzsének nagy része életét vesztette a Bismarck elsüllyedésekor.
Lindemann posztumusz a Vaskereszt Lovagkeresztje kitüntetésben részesült, ami akkoriban a német hadsereg legmagasabb katonai elismerés volt. A kitüntetést özvegye vette át 1942. január 6-án.

## Származása és fiatalkora
Otto Ernst Lindemann 1894. március 28-án született a Westerwaldban lévő Altenkirchenben (Rheinland tartomány) Dr. jur. Georg Heinrich Ernst Lindemann és Maria Lindemann (leánykori neve: Lieber) első gyermekeként. Az Ernst néven ismert Georg Lindemann próbaidős bíró, majd egy porosz hitelbank (Preußische Central-Bodenkredit-Aktiengesellschaft AG) elnöke lett. Ez a bank számos fúzió eredményeként manapság (2021) az Eurohypo AG részét képezi. A tengerésztiszt szintén Ernst Lindemann nevű nagyapja első unokatestvére volt Georg Lindemann vezérezredesnek és fia volt Ernst Heinrich Lindemann ügyvédnek (1833–1900), aki polgármestere volt a Ruhr-vidék több nagyvárosának is: Essen (1859–1868), Dortmund (1878–1886) és Düsseldorf (1886–1899).
Otto Ernst Lindemann 1894. április 26-án lett keresztség révén a protestáns egyház tagja. A család 1895-ben Berlin Charlottenburg nevű negyedébe költözött, ahol a Carmerstraße 6. szám alatt lakott. Kurt nevű öccse 1896-ban, Wolfgang nevű fiatalabbik öccse 1900-ban született. Kurt 1945 áprilisának végén esett el tartalékos őrnagyi rangban Potsdam közelében. A család 1903-ban innen Berlin Dahlem nevű negyedébe költözött tovább, a Grunewald erdő mellé.
16 éves korában, 1910-ben a nagybátyja, Friedrich Tiesmeyer fregattkapitányi rangban a Mainz könnyűcirkáló parancsnoka volt. Egy Hamelinben tartott családi összejövetel alkalmával Ernst beszélt nagybátyjával és hallgatta annak távol-keleti tengerészkalandjait. Ezen beszélgetések hatására döntött Ernst a haditengerészet mellett. Lindemann a Berlin-Wilmersdorfban lévő Bismarck-Gimnázium középiskolában tett érettségit 1912-ben átlagos-jó osztályzatokkal. A következő hat hónap folyamán a London Richmond kerületében lévő Royal Polytechnic Institution-ra (Királyi Politechnikai Intézet; a mai Westminsteri Egyetem) járt.

## Magánélete
Lindemann 1920 tavaszán ismerte meg Charlotte Weil énekesnőt (leánykori neve: Fritsche, 1899-1979) és 1921. február 1-én házasodtak össze. A párnak egy gyermeke volt, Maria Helga, aki 1924. február 26-án született. Lindemann tengerésztisztként sok időt töltött a családjától távol, ami próbára tette a házasságát és 1932-ben végül elvált. Lindemann 1933. július 20-án jegyezte el a fiatalabb öccsének sógornőjét, a nála 14 évvel fiatalabb Hildegard Burchardot. A pár 1934. október 27-én a berlin-dahlemi At. Annen templomban kelt egybe. A szertartást Martin Niemöller, a Hitvalló Egyház alapítója vezette. Őt később náciellenessége miatt bebörtönözték. Egyetlen leánygyermekük, Heidi Maria,  1939. július 6-án született.

## Tengerészeti karrierje

### Császári Haditengerészet
1913. március 26-án Lindemann a szüleivel Flensburgba utazott, hogy a Mürwiki Tengerészeti Akadémián elvégezzék rajta az egészségügyi alkalmassági vizsgálatokat. A nyolc éves képzés nagy költségekkel járt, az 1909-es év díja 800-1000 aranymárkába került, de ennek megfizetése nem okozott gondot az erős anyagi háttérrel rendelkező szülők számára. Összehasonlításként egy vasipari munkás évente 1366, egy tanár 3294 márkát keresett. Ekkoriban a német lakosságnak mindössze 5%-a keresett 3000 márkánál többet évente. A vizsgálatot végző orvos csak korlátolt mértékben minősítette alkalmasnak (bedingt tauglich), mivel a gyerekkori pneumónia alkalmatlanná tette tengeralattjárókon való szolgálatra. Egy második vizsgálaton próbaidőre elfogadták és Lindemann a "Crew 1913" (1913-ban kezdődő évfolyam) 290 fiatal kadétjánek egyike lett 1913. április 1-én.

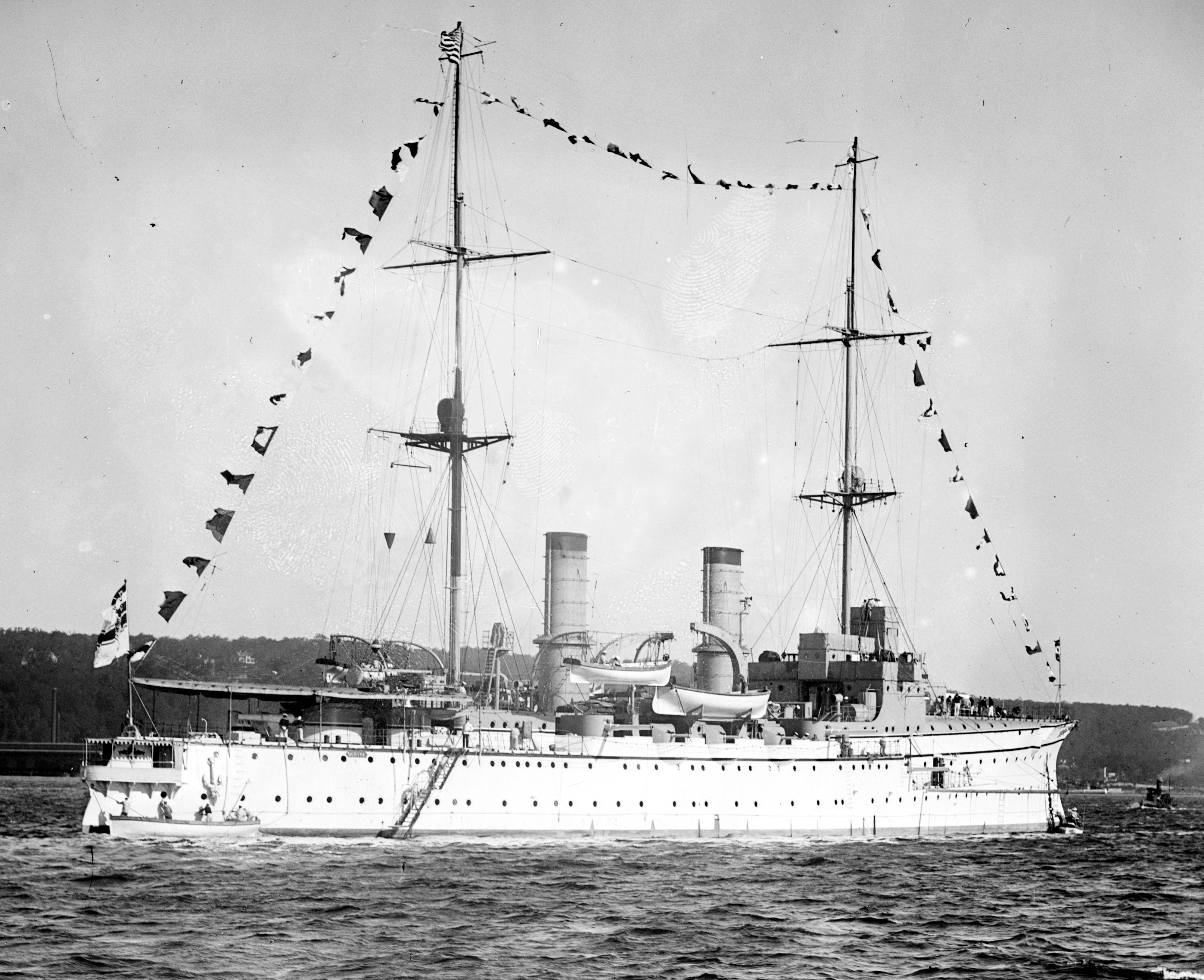
SMS Hertha

1913 elején a Crew 1913 kadétjai a Hansa, a Hertha, a Victoria Louise és a Vineta kiképzőhajókra kerültek. Lindemann a Hertha fedélzetére lett beosztva 71 társával együtt. A Hertha parancsnoka Heinrich Rohardt kapitány, Friedrich nagybátyjának barátja volt. A kiképzőhajóra május 9-én érkeztek meg és egyből 18 fős őrszolgálatokat állítottak fel belőlük. A Hertha Mürwikből Kielbe hajózott és itt maradt a hónap végéig. 1913. május 29-én Swinemündébe hajózott, ahol június 15-ig maradt. Innen Sassnitz és Visby érintésével érkezett Stockholmba június 24-én. Innen július 1-én indult a norvégiai Bergenbe, majd pár nap után folytatta az útját a Lönne-fjord felé. Lindemann itt találkozott első ízben Vilmos császárral, a haditengerészet főparancsnokával. A kiképzőhajó innen visszaindult Németországba és 1913. augusztus 8-án érkezett meg Wilhelmshavenbe.
Egy héttel később a Hertha egy hét hónapos útra indult (1913. augusztus 15. – 1914. március 12.). Az út során Lindemann eljutott az angliai Dartmouth-ba, a spanyol Vilagarcía de Arousa-ba, az Azori-szigetekhez tartozó Faial-szigetre és az új-skóciai Halifax-ba. A hazaút során a mexikói Vera Cruz, a kubai Havanna, a haiti Port-au-Prince, a jamaikai Kingston, Madeira, a spanyol partvidék voltak a megállóhelyek. Németországba 1914 márciusának közepén érkeztek meg. Először Brunsbüttelben, majd két nappal később Kielben kötöttek ki. Lindemannt 1914. április 3-án előléptették zászlóssá (Fähnrich zur See).

### Első világháború

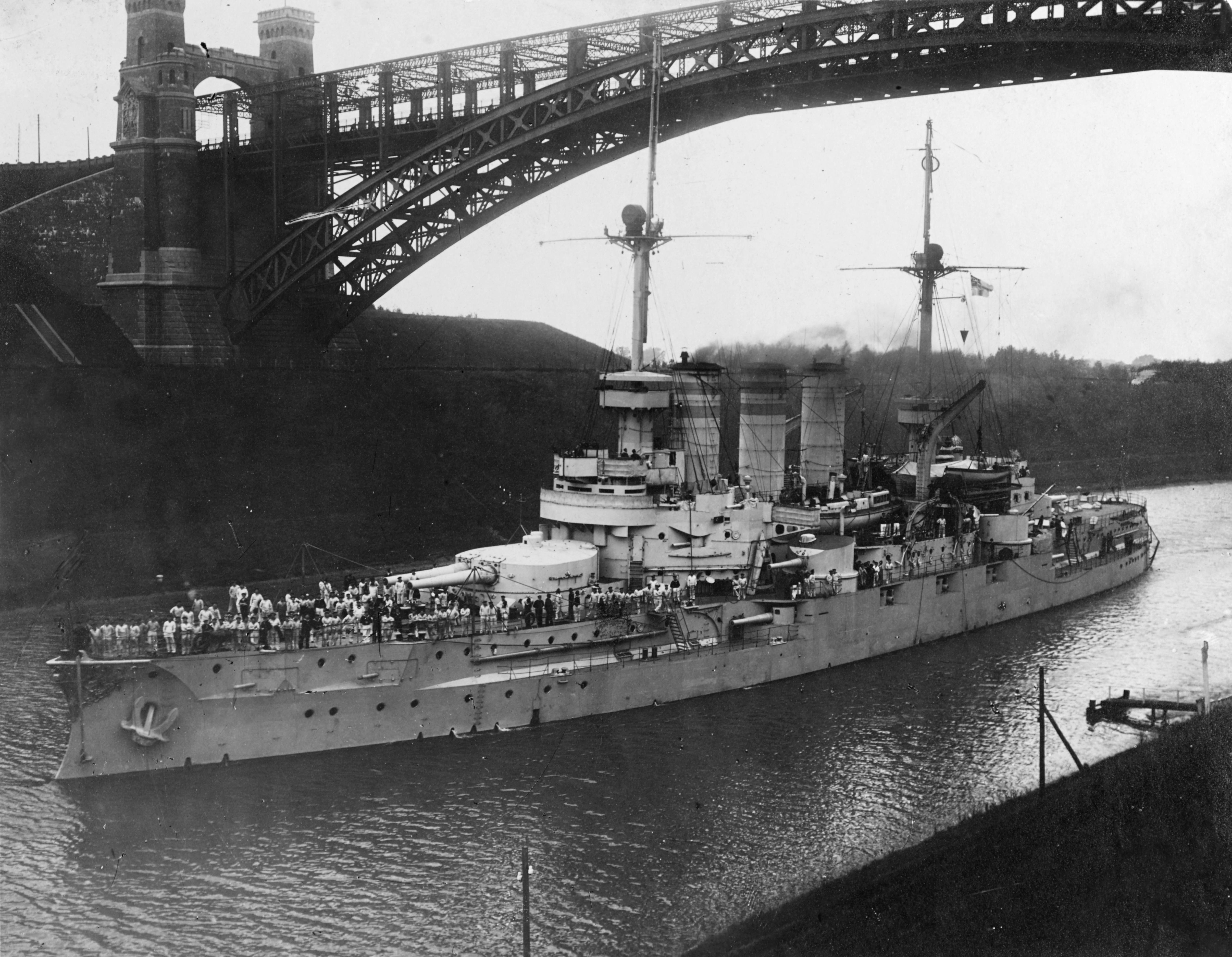
SMS Lothringen

Az első világháború kezdetén, 1914 augusztusában minden további kiképzési gyakorlatot megszakítottak az akadémián és a normál kötelező tiszti vizsgákat mellőzték. A Crew 1913 teljes állományát beosztották a haditengerészet különböző egységeihez aktív szolgálatra. Lindemann a Lothringen csatahajóra került, mely a Nyílttengeri Flotta II. csatahajórajához (II. Geschwader der Hochseeflotte) tartozott Reinhard Scheer altengernagy parancsnoksága alatt. Lindemann harmadik távírótiszt (III. FT Offizier) lett. A Lothringen leggyakoribb feladata az Északi-tengeren való őrjáratozás volt, Altenbruch (ma Cuxhaven része) és Brunsbüttel között ide-oda hajózva. Az őrjáratozásai során nem került harcba. Lindemann 1915. június 1-én hagyta el a Lothringent, hogy Mürwikben a szikratávíró iskolán (FT Schule) tanuljon. Sikerrel teljesítette a kurzust és 1915 júliusában tért onnan vissza a Lothringenre, ahol második szikratávírótiszt lett (II. FT Offizier). A tiszttársai szerint ez a pozíció nagyszerűen illett hozzá az abnormálisan nagy fülei miatt. 1915. szeptember 18-án léptették elő korvetthadnaggyá (Leutnant zur See).

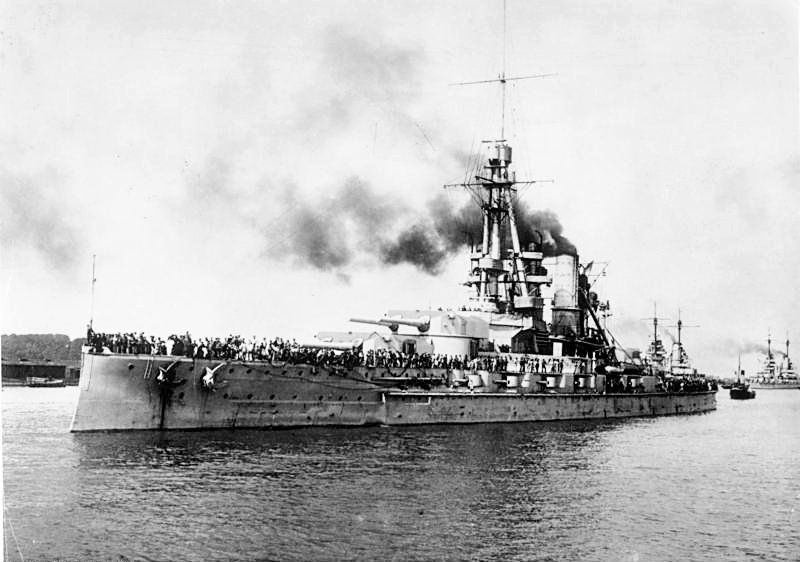
A Bayern a próbajáratai során

1916. március 19-én Lindemannt áthelyezték az újonnan szolgálatba állított Bayern csatahajóra, ahol szintén második távírótisztként szolgált. A nyolc darab 38 cm űrméretű lövegével a Bayern volt a legerősebb csatahajó a Császári Haditengerészetben. A legénységének nagy részét Lindemannhoz hasonlóan a kiképzőhajóként alkalmazott Lothringenről helyezték át. A Bayern fedélzetén részt vett az 1917 szeptember-októberében végrehajtott Albion hadműveletben, ami Ösel, Dagö and Moon szigetek elfoglalásával járt a Balti-tengeren. A hadművelet elején, október 12-én 05:07-kor a Bayern aknára futott, miközben Pamerort partjainak lövetéséhez készülődött pozíciót felvenni. A legénységének hét tagja esett el, de az akna okozta sérülések ellenére a Toffri-foknál lévő ellenséges tüzérséget Dagö sziget déli csúcsán lőni kezdte. Aznap 14:00-kor engedélyezték számára a kiválást és a Tagga-öbölben átmeneti javításokat végeztek el rajta október 13-án, majd november 1-én visszatért Kielbe.
A compiégne-i fegyverszüneti egyezmény után a Bayern a Nyílttengeri Flotta hajóinak többségéhez hasonlóan internálva lett Scapa Flow-ban, a brit Grand Fleet fő támaszpontján. A Bayern november 23-án érkezett meg ide 175 fős létszámra lecsökkentett legénységgel, közte Lindemannal, akit később visszarendeltek Németországba és 1918. január 12-én érkezett vissza Kielbe. 1919. június 21-én Ludwig von Reuter tengernagy elrendelte az önelsüllyesztést hajói számára. Lindemann egykori hajója, a Bayern 14:30-kor merült el.

### A Reichsmarine állományában
Mikor visszatért Németországba, bizonytalan volt, hogy aktív katonai szolgálatban maradhat-e. A versailles-i békeszerződés eredményeképpen a német haditengerészet személyi állományát maximálisan 15000 főre, az ebbe belefoglalt tisztikar létszámát 1500 főre korlátozták. Lindemann ötödik legjobb eredménnyel zárta az évfolyamot, így jó esélye volt arra, hogy a Birodalmi Haditengerészetre (Reichsmarine) átnevezett haderőnem kötelékében maradjon. Átmenetileg a Dahlem Védelmi Században (Schutzkompanie Dahlem, a Schutz-Regiment "Groß-Berlin" része) szolgált 1919 június-júliusában, mielőtt az újonnan felállított haditengerészeti főparancsnokság (Marinekommandoamt) vezetőjének adjutánsa lett (1919. augusztus 1. – 1922. szeptember 30.), mely testület ekkor William Michaelis vezetése alatt állt. A Mainekommandoamt közvetlenül az Admiralstab alá volt rendelve. Ezzel egyidőben a Flottenabteilungnál is adjutáns (A II) volt. 1920. január 7-én fregatthadnaggyá (Oberleutnant zur See) léptették elő.
Lindemann ezt követően őrtisztként és divízió-tisztként szolgált 1922. október 1. és 1924. szeptember 30. között a Hannover fedélzetén. Ezen kinevezése alatt egy tiszti tanfolyamon vett részt Kielben 1924. február 5. és 1924. május 3-ika között. Ennek elvégzése után a 3. partvédelmi osztály (Küstenabwehrabteilung III) 1. partvédelmi századának (1.  Artillerie-Kompanie) parancsnokságát vette át. Parancsnoka Otto Schultze korvettkapitány volt, aki a világháborúban tengeralattjáró-parancsnokként szolgált és később a Kriegsmarine tengernagya (Generaladmiral) lett. 1925. január 1-én Lindemannt sorhajóhadnaggyá (Kapitänleutnant) léptették elő.
A következő megbízatása a balti-tengeri parancsnokságon (Marinestation der Ostsee) volt (1926. szeptember 27. – 1929. szeptember 6.),, ahol előbb törzstisztként, majd a parancsnokság vezetőjének, Erich Raeder altengernagynak asszisztenseként szolgált. Ezt követően az Elsass csatahajó második tüzértisztje (Fähnrichsoffizier – a kadétokért felelős tiszt) és zászlóstisztje lett, mely utóbbi feladatköréhez a kadétok fedélzeten való gyakorlatoztatása tartozott. Az Elsasson 1929. szeptember 7. és 1930. február 25. között szolgált, majd ugyanezekkel a megbízatásokkal került át a Schleswig-Holstein csatahajóra.

### A Kriegsmarine állományában
1933. január 30-án a Nemzetiszocialista Német Munkáspárt került hatalomra Németországban Adolf Hitler vezetésével, ami magával hozta a német újrafegyverkezést. 1935-ben a haditengerészet neve Reichsmarine helyett Kriegsmarine lett. 1931. szeptember 22. és 1934. szeptember 22. között Lindemann a kieli tüzériskolán tanított, innen a Hermann Boehm sorhajókapitány parancsnokolta Hessen csatahajóra került át, ahol első tüzértiszt volt 1933. szeptember 23. és 1934. április 8. között. 1932. április 1-én korvettkapitánnyá léptették elő. 1934. április 9-én a wilhelmshaveni hajógyárba (Marinewerft Wilhelmshaven) rendelték, hogy megismerkedjen az épülőben lévő Admiral Scheer felépítésével. A rendhagyó új hajótípus ekkori megnevezése „Panzerschiff” (páncélos hajó) volt, később nehézcirkálóknak sorolták be az egységeit. Az Admiral Scheer első parancsnoka, aki alatt Lindemann is szolgált Wilhelm Marschall sorhajókapitány volt.

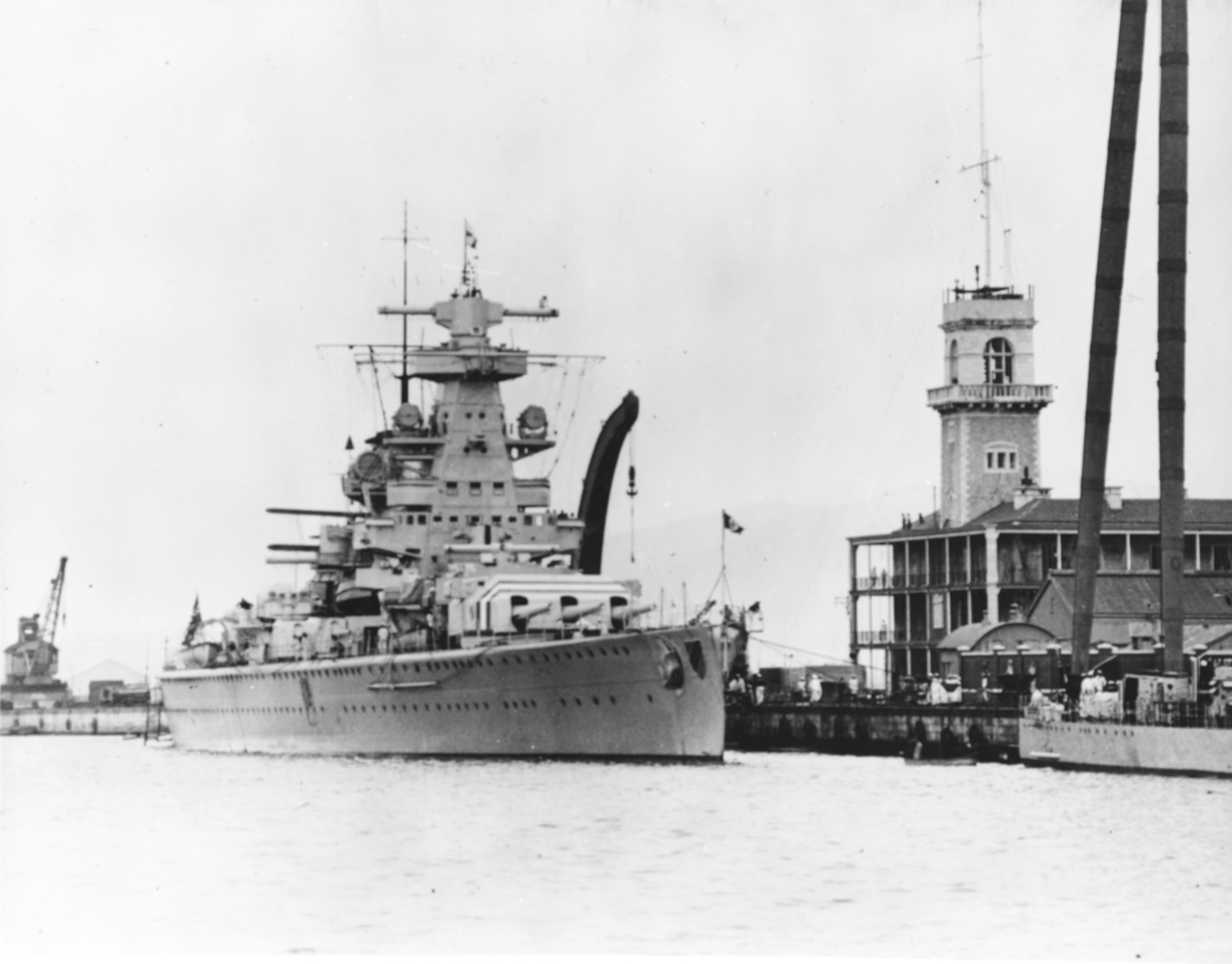
Az Admiral Scheer Gibraltár kikötőjében a spanyol polgárháború alatt

Az Admiral Scheer fedélzetén is tüzértisztként szolgált és ebben a pozícióban vett részt a spanyol polgárháború idején fenntartott nemzetközi blokádban 1936. július 24. és 1936. augusztus 30. között.A küldetés előtt Rolf Carls tengernagy 1936. július 23-án 13:45-kor kiadott parancsa szerint a hadihajónak készen kellett állnia arra, hogy rövid időn belül útnak induljon. A normál 48 óra, ami alatt a hajót kifutásra kész állapotba kellett hozni, 12 órára lett csökkentve, ami nagy megterhelést jelentett a legénységnek és különösen Lindemannak. Első tüzértisztként az ő feladata volt mindennemű lőszer kezelésének és tárolásának felügyelete. Az Admiral Scheer és testvérhajója, a Deutschland július 24-én 08:00-kor hagyták el Németországot. Lindemann fő feladatai közé tartozott a partraszálló német alakulatok vezetése és Marschall diplomáciai segítése tolmácsként. Ezen partraszálló erők létszáma 350 főt tett ki, amibe 11 tiszt, 15 tartalékos tiszt és 266 matróz – nagyjából a teljes legénység egyharmada – tartozott.  Németországba visszatérőben az Admiral Scheer megállt Gibraltárban 1936. augusztus 25-én, ahol Marschall és Lindemann több más tiszttársukkal együtt felkeresték a helyi brit kormányzót, James Somerville ellentengernagyot is, Lindemann későbbi ellenlábasát. Németországba visszatérve Lindemannt fregattkapitánnyá léptették elő 1936. október 1-én.
1936 és 1938 között a haditengerészet főparancsnokságának (Oberkommando der Marine) tanácsadója, majd vezetője volt a hajóépítési részlegnek és ezzel egyidejűleg a kiképzési részleg (Marineausbildungsabteilung) konzulense, majd vezetője is volt. 1938. április 1-én sorhajókapitánnyá (Kapitän zur See) léptették elő. 1939. szeptember 30-án, egy hónappal a háború kitörése után Heinrich Woldagot váltotta a wiki (Kiel) tüzériskola (Schiffsartillerie-Schule; SAS) vezetőjeként, miután Woldag a Blücher nehézcirkáló parancsnokságát vette át. A vezetése alatt három részleg volt, és alá tartoztak a Bremse és Hektor kiképző hajók, számos tüzérkiképző hajó, ágyúszállítók, segédjárművek és esetenként Hitler állami yachtja, a Grille is.

### ABismarckcsatahajó parancsnokaként

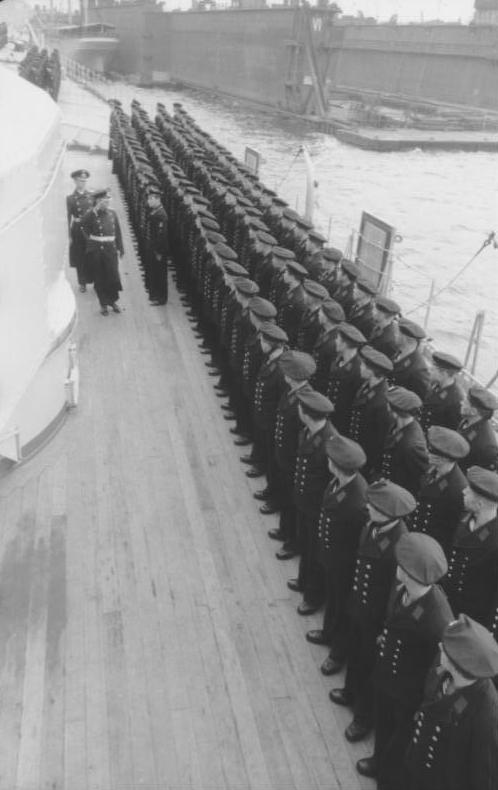
Ernst Lindemann, mögötte Hans Oels, a Bismarck őrtisztje a csatahajó 1940. augusztus 28-ai átadásán

Ernst Lindemannt frusztrálta a tudat, hogy a tengerészeti tüzériskola vezetőjeként soha nem kerülhet közvetlen harcba az ellenséggel. Nagy megtiszteltetésnek érezte, mikor az újonnan elkészült Bismarck csatahajó parancsnokának szemelték ki, de kétségei voltak afelől, hogy a hajó bevetésre képes állapotba kerülhet a háború vége előtt. A kétségei alapján úgy gondolhatta, hogy a háború 1940 közepére Németország számára kedvezően zárul. A Bismarck előtt soha nem parancsnokolt egyetlen más hadihajót sem, ami meglehetősen szokatlan – ha nem éppen példanélküli – volt a Kriegsmarine történetében. Emellett Lindemann csak olyan hadihajókon teljesített eddig szolgálatot, melyek fő tüzérsége 28 cm űrméretű ágyúkból állt. 1940-ben a Crew 1913 végzettjei közül a második legmagasabb rangú tengerésztiszt volt és kiváló vezetőnek számított.

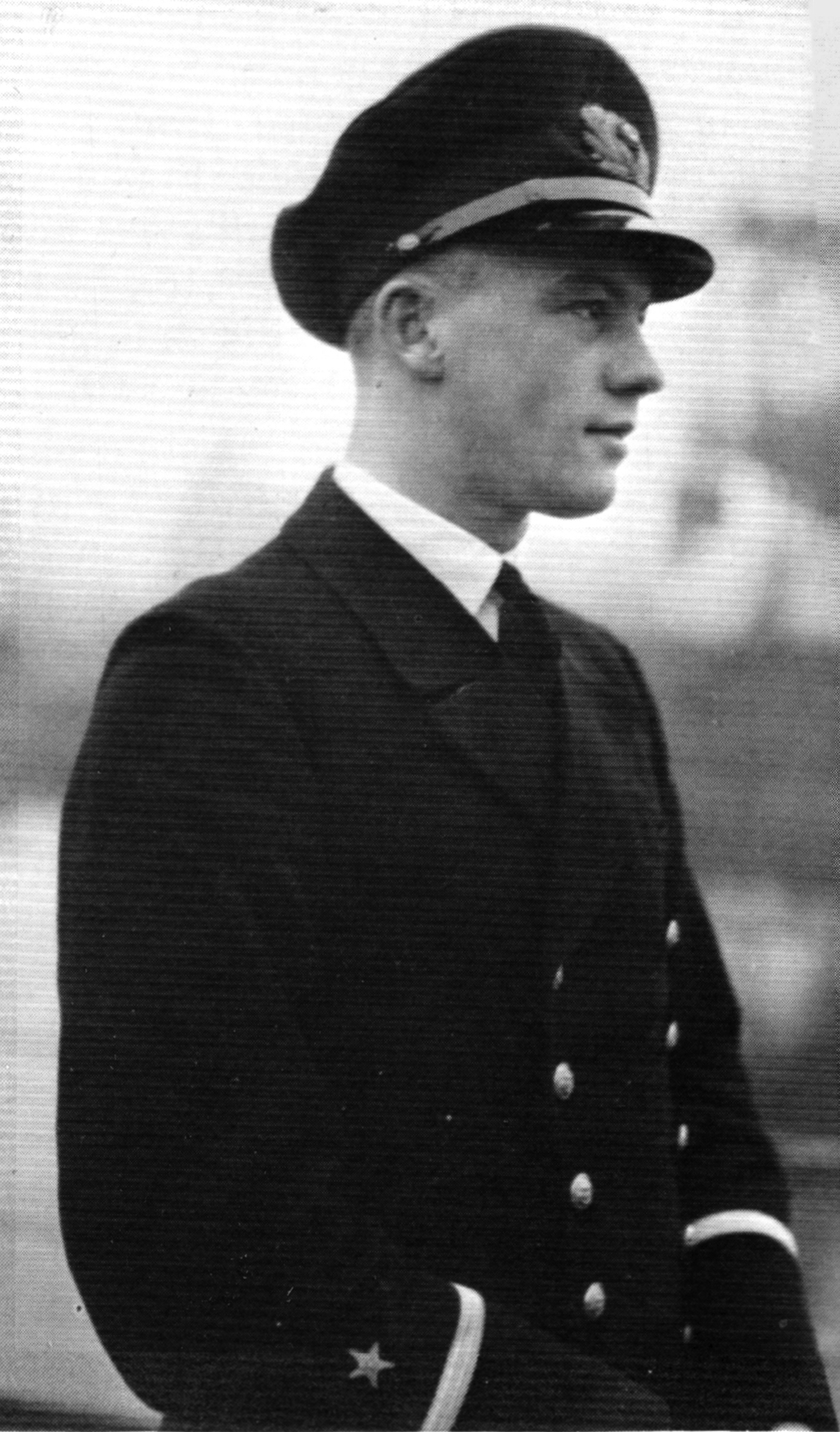
Burkard Freiherr von Müllenheim-Rechberg
Lindemann adjutánsa 1940 júniusa és novembere között

Lindemann a hamburgi Blohm & Voss hajógyárba 1940 augusztusának elején érkezett meg a befejezés előtti Bismarckhoz. A csatahajó gerincét 1936. július 1-én fektették le és 1939. február 14-én bocsátották vízre. 1940 júniusában érkezett a fedélzetre Burkard von Müllenheim-Rechberg negyedik tüzértisztként, ő lett a hajó elsüllyedésének legmagasabb rangban szolgáló túlélője. A csatahajó utolsó napjainak története jórészt az ő elmondásaiból ismertek. Lindemann adjutánsának tette meg von Müllenheim-Rechberget és felhívta a figyelmét arra, hogy a hajóra a hímnemű névmással kell utalni a hajóneveknél bevett nőnemű helyett (sie helyett er), mivel az túl erős ahhoz, hogy nőneműként említsék. Lindemann 1940. augusztus 24-én állította szolgálatba a csatahajót, melyhez nagy szeretettel viszonyult és parancsnokként a legénység előtt nagy megbecsülésnek örvendett. A Bismarck a Kieli-öblöt (fördét) 1940. szeptember 28-án hagyta el keleti irányba és másnap ért át Gotenhafenbe, majd a közeli Danzigi-öböl viszonylagos biztonságában egy sor próbajáratot teljesített. 1940. november 30-án Lindemann számos tesztet végeztetett a legénységgel, melyeket könnyedén teljesítettek. A sebességpróbák során 30,8 csomós végsebességet ért el a csatahajó, amivel túllépte a tervezett értéket. A próbák során azonban fény derült a csatahajó egyik – később jelentősnek bizonyuló – gyengeségére: a kormánylapátok használata nélkül, csak a hajócsavarok eltérő fordulatszámával a Bismarckot szinte lehetetlen volt kormányozni.

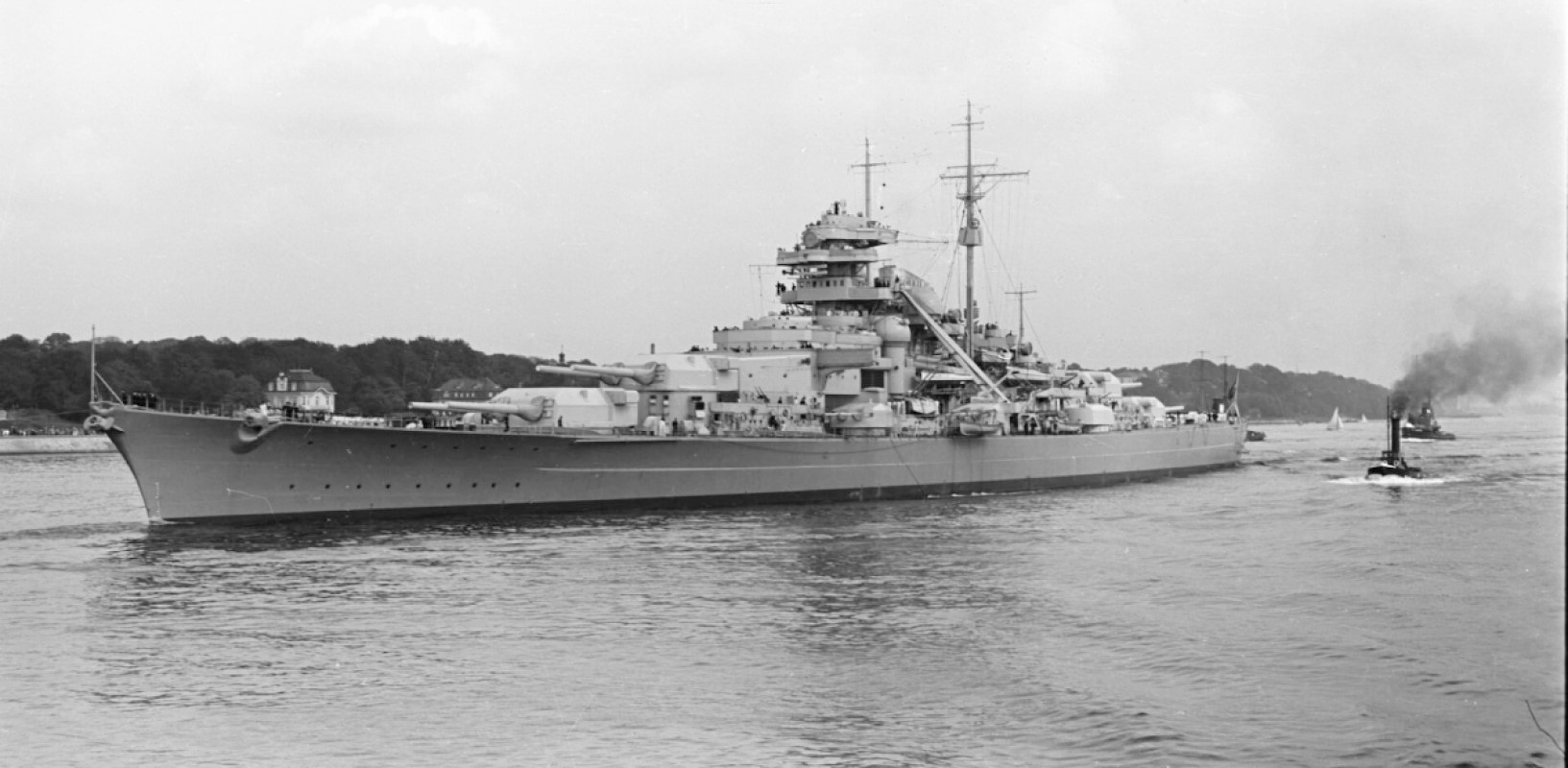
A Bismarck Hamburg első ízben való elhagyásakor (1940. szeptember 15.).

1940 novemberében von Müllenheim-Rechberget Wikbe küldték a tüzériskolára, hogy befejezze a nehézágyúkhoz kapcsolódó tanulmányait, így nem lehetett már Lindemann személyi adjutánsa, helyét a jelzőtiszt, Wolfgang Reiner alhadnagy vette át. A Bismarck nehézlövegeivel első alkalommal november második felében adtak le próbalövéseket, melyek során a csatahajó nagyon stabil talapzatnak bizonyult a lövegek számára. A fedélzeten megtartott karácsonyi ünnepek után a csatahajó legénységének és tisztikarának nagy része eltávozásra kapott engedélyt, így Lindemann is. Ez idő alatt Adalbert Schneider korvettkapitány látta el a parancsnoki feladatokat a hajó fedélzetén. Lindemann az eltávozását a feleségével és a lányával töltötte, a hajóra 1940. január 1-én tért vissza.
1941. április 28-án a Bismarck és legénysége készen állt a bevetésre, a raktárai három hónapra való készlettel voltak feltöltve. Lindemann erről értesítette az OKM-et, az északi és nyugati csoportfőnökséget valamint a flottaparancsnokságot.  A Rheinübung hadművelet vezetésével megbízott flottaparancsnok, Günther Lütjens tengernagy a törzsével együtt május 13-án tartott első ízben közös gyakorlatot a Bismarck fedélzetén, tesztelve a flottaparancsnokság és a Bismarck tisztjei közötti kommunikációt.
Adolf Hitler Wilhelm Keitel vezértábornagy, korábbi haditengerészeti adjutánsa, Karl-Jesko von Puttkamer 'sorhajókapitány és Luftwaffe-adjutánsa, Nicolaus von Below ezredes társaságában 1941. május 5-én látogatást tett a csatahajó fedélzetén. Erich Raeder rendhagyó módon nem tartott velük. Lütjens tengernagy körbevezette Hitlert a hajón és megtekintette vele a harcálláspontokat. Hitler és Lütjens négyszemközt is megbeszélést folytattak, aminek során megbeszélték egy esetleges észak-atlanti bevetés kockázatait. A találkozó után Hitler együtt ebédelt a csatahajó tisztjeivel a tiszti étkezdében, ahol Hitler az Egyesült Államoknak a háborúba való belépéstől való vonakodásáról beszélt. Lindemann nyíltan ellentmondott Hitlernek, kifejezve azon véleményét, hogy az ország háborúba való belépésének lehetőségét egyáltalán nem lehet kizárni.

### Rheinübung hadművelet

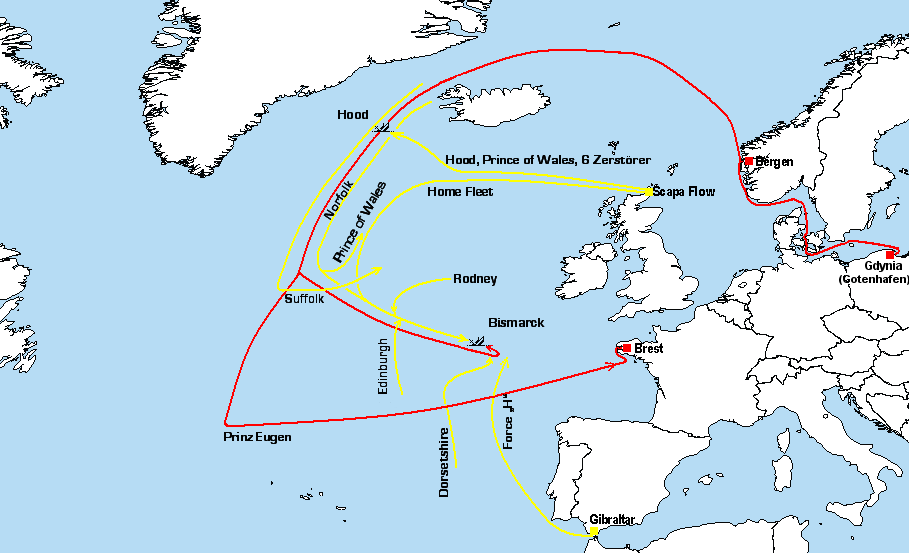
A hadműveletben részt vevő hajók és kötelékek útvonala (anakronisztikus európai határokkal)

A Rheinübung hadművelet célja a Bismarck csatahajó és a Prinz Eugen nehézcirkáló számára az volt, hogy törjenek át az Atlanti-óceánra és támadják a brit kereskedelmi hajózást. A Prinz Eugen parancsnoka, Helmuth Brinkmann Lindemann osztálytársa volt Mürwikben az 1913-as évfolyamon. Raeder főtengernagy (Großadmiral) parancsai Lütjens tengernagyhoz, a hadművelet vezetőjéhez úgy szóltak, hogy „a Bismarck feladata nem a hasonló erőt képviselő ellenséges egységek elpusztítása, hanem azok lekötése egy halogató akció révén, miközben a hadrafoghatóságát olyan sokáig meg kell őrizni, ameddig lehetséges, hogy a Prinz Eugen számára lehetővé váljon a konvoj kereskedelmi hajói elleni fellépés” továbbá „e hadművelet fő célja az ellenséges kereskedelmi hajózás, ellenséges hadihajókkal csak akkor szabad szembe szállni, ha a feladat ezt megköveteli és ezt nagy kockázat nélkül meg lehet tenni.”
1941. május 19-én 02:00-kor a Bismarck és a Prinz Eugen elhagyta Gotenhafent és a Balti-tengerről kihajózva elindult az Atlanti-óceán felé. Lütjens tudta nélkül a britek az elfogott rádióforgalomból rájöttek, hogy a németek egy tengeri hadműveletet indítottak a térségben. Az északnyugatnak tartó német hajóraj első ízben a svéd Gotland cirkálóval találkozott május 20-án Göteborg magasságán túlhaladva. A brit admiralitást egy Stockholmban lévő norvég tiszt értesítette, aki az információt az észlelésről a svéd katonai hírszerzés egyik tagjától szerezte. A hírre a britek felderítőgépeket küldtek ki a norvég partokhoz és az egyik Spitfire megtalálta és lefényképezte a német köteléket Bergen közelében május 21-én. Az innen továbbhajózó Bismarck és Prinz Eugen a Dánia-szorosban próbált meg észrevétlenül kijutni az óceán nyílt vizeire, de május 23-án 19:22-kor az ide őrjáratozni kiküldött Suffolk és Norfolk brit nehézcirkálók észlelték őket. A Bismarckon riadót fújtak, Lindemann pedig 20:30-kor a belső kommunikációs vonalakon tudatta: „Ellenség a bal oldalon, a hajó felveszi a harcot.” (Feind in Sicht an Backbord, Schiff nimmt Gefecht auf.) A Bismarck öt sortüzet lőtt ki, de találatot nem ért el. A jóval gyengébb fegyverzettel bíró brit cirkálók biztonságos távolságra vonultak vissza és követték az ellenséget, várva további saját kapitális hajók beérkezését. A Bismarck elülső radarja az ágyúk elsütésekor meghibásodtak a heves rázkódástól, ezért Lütjens a Prinz Eugent rendelte előre, mivel a cirkálónak még működött az elülső radarja.
A Prinz Eugen hidrofonja egy idegen hajót észlelt 05:00-kor a bal oldalon és a német hajókról 05:45-kor látták meg a két brit hajó kéményét, melyeket Adalbert Schneider először két nehézcirkálóként megadva jelentett. Az első brit sortűz alapján lehetett megállapítani, hogy csatahajókról van szó, de csak a balra való elkanyarodásukkor lehetett megállapítani pontosan a típusukat. A brit hajók 05:53-kor nyitottak tüzet. Lancelot Holland tengernagy terve az volt, hogy először a Bismarckot veszi célba, amit az elől haladó hajónak vélt. A németek felcserélt sorrendje miatt a Hood először a Prinz Eugenre nyitott tüzet. A németek ekkor még nem viszonozták a tüzet, a hátulsó parancsnoki központban tartózkodó – a Suffolk és Norfolk nehézcirkálókat szemmel tartó és a hídon elhangzottakat a fejhallgatóján nyomon követő von Müllenheim-Rechberg szerint azért nem, mert Lütjens tengernagy nem adta meg rá a parancsot azonnal. Két perccel később, Schneider tüzértiszt többszöri hiábavaló engedélykérése után a türelmét vesztő Lindemann válaszolt neki: „Nem hagyom, hogy kilőjék a hátsóm alól a hajómat. Engedély a tűz megnyitásához megadva.” A Lütjens az engedetlenséget szó nélkül tűrte. 06:01-kor a Bismarck kilőtte az ötödik sortüzét a 18 000 m távolságra lévő Hoodra és eltalálta a csatacirkálót a főárbóca mellett. Valószínűleg az egyik 38 cm-es űrméretű lövedéke a főárbóc és az 'X' jelzésű lövegtorony között találta el. Ezután egy nagy lángnyelv csapott fel a főárbóc közelében, amit egy a hajó hátsó részét elpusztító hatalmas robbanás követett. A Hood kettétört és mindössze három perc leforgása alatt elsüllyedt, a vízből meredeken kiálló orra merült el utoljára.

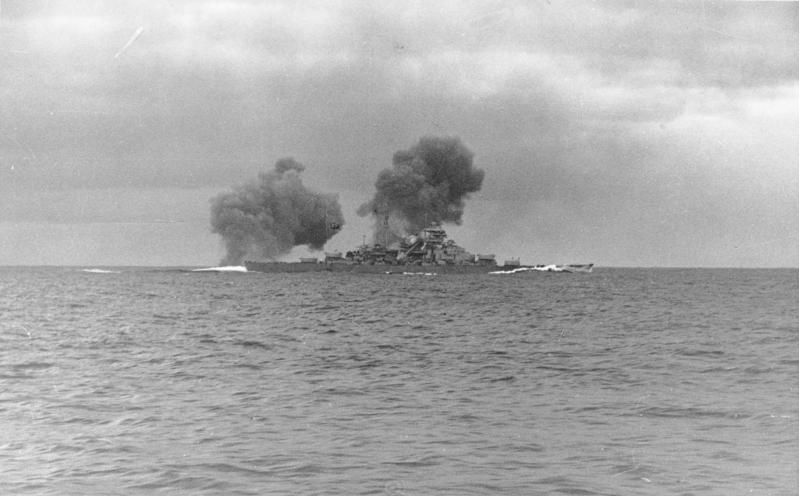
A Bismarck a Prince of Wales csatahajóra tüzel 1941. május 24-én

A robbanás után a Prince of Wales-t vette célba mind a két német hajó. A britek hét találat elszenvedése után 06:09-kor kiváltak a küzdelemből. A rövid összecsapás során a Prince of Wales is elért több találatot a Bismarckon. Az első a parancsnoki csónakot érte és tönkretette a katapultot, a második a hajóorrt ütötte át, a harmadik pedig a hajótestbe hatolt be a hajó közepén, a páncélöv alatt. Ez a lövedék felrobbanva elárasztotta az egyik generátortermet és megrongálta az egyik vízzáró falát, részben elárasztva a szomszédos kazántermet. A két utóbbi találat következtében összesen 2000 t tengervíz jutott be a hajótestbe.
Lindemann és Lütjens összekülönböztek az ez utáni teendőket illetően. Lindemann a hajó parancsnokaként a taktikai szempontokat kívánta követni és a le akarta vadászni a sérült csatahajót. (A németek erről úgy hitték, hogy a King George V volt, mivel nem tudtak arról, hogy a Prince of Wales már szolgálatba lett állítva.) Lütjens azonban ragaszkodott Raeder parancsaihoz és nem akart szükségtelenül harcba bonyolódni hasonló erejű ellenséges egységekkel, ezért visszautasította Lindemann javaslatát. A két vezető véleménye abban is különbözött, hogy a hajót hol javíttassák ki. Lindemann a Dánia-szoroson át Bergenbe hajózott volna vissza, Lütjens azonban felülbírálta és az út Saint-Nazaire-be való folytatása mellett döntött. A délután folyamán Lütjens parancsára a Prinz Eugen este 18:14-kor különvált a Bismarcktól, hogy függetlenül kezdjen portyázni az ellenséges kereskedelmi útvonalak mentén. A nehézcirkáló június 1-én érkezett meg biztonságban Brestbe.
A két parancsnok véleménykülönbségének egyetlen szemtanúja sem maradt életben, de Heinz Staat matróz (Matrosengefreiter), a hajóhíd kormányosa visszaemlékezett egy az első őrtiszt, Hans Oels és a flottatörzs egyik tagja közötti telefonbeszélgetésre, melyben a flottatörzs tisztjének elmondása szerint Lindemann megpróbálta rábeszélni a Lütjenst az ellenség üldözésére. Az egyik küldönc arról számolt be a bajtársainak, hogy a hajóhídon „nehéz levegő” (dicke Luft) uralkodott.
A Bismarck három nappal később süllyedt el, miután a brit haditengerészet minden elérhető egységét az elfogására mozgósította. Még május 24-én 23:30-kor (GMT; helyi idő szerint 19:30-kor) a Victorious repülőgép-hordozó kilenc Swordfish típusú torpedóbombázóból álló köteléke intézett ellene támadást. Egy torpedótalálatot értek el rajta, ami egy ember életét követelte, de csak felületi károsodást okozott a hajó páncélövén. Május 26-án 10:30-kor a szem elől veszített Bismarckot egy Catalina repülőcsónak észlelte ismét Saint Nazaire-től nagyjából 700 tengeri mérföldre nyugatra. A James Somerville tengernagy vezette, Gibraltár felől érkező Force H (H jelű flottakülönítmény) épp keresztezte az útirányát. A kötelékhez az Ark Royal repülőgép-hordozó, a Renown csatacirkáló és a Sheffield könnyűcirkáló tartozott. A repülőgép-hordozóról 19:15-kor 15 Swordfish szállt fel, hogy támadást intézzen a csatahajó ellen. A Bismarckon 20:30-kor rendeltek el légiriadót. Nagyjából 15 perccel a támadás megkezdése után érte a Bismarckot az első torpedótalálat, majd egy második 21:00 körül. Ez utóbbi, a tatot ért találat 12°-os állásban megakasztotta a hajólapátokat. A kárelhárító csoportok megpróbálták kijavítani a kormányművet, amihez szétkapcsolták a hajólapátokat és a jobb oldalit középső állásban rögzítették, de a bal oldalit nem tudták megmozdítani. A hajót nem lehetett kormányozni a hajtóművek fordulatszámának variálásával sem, és ezután a csatahajót a szél és a hullámok az északnyugatról közeledő üldözői felé sodorták. 23:00-kor ismét riadót rendeltek el, mikortól a brit 4. rombolóflottilla intézett ellene támadásokat. A rombolók az egész éjszaka folyamán torpedótámadásokat igyekeztek indítani, így Lindemann és a legénység nem jutott pihenőhöz.
A Bismarckon utoljára május 27-én 08:00-kor szólaltak meg a riadót jelző csengők. A Norfolk 08:15-kor észlelte a Bismarckot, majd a helyszínre érkező csatahajók közül elsőként a Rodney nyitott tüzet 08:48-kor. Egy perc múlva a Bismarck viszonozta a tüzet, majd hamarosan becsatlakozott a harcba a King George V csatahajó, később pedig a Norfolk és a Dorsetshire nehézcirkálók is. Torpedóbombázók e végső összecsapásban már nem vettek részt. A Bismarck elülső parancsnoki tornyát 08:53-kor érte találat, a két első lövegtornyát pedig 09:02-kor iktatta ki egy ellenséges sortűz. Ugyanekkor a fő tűzvezető állást is találat érte, végezve többek között Adalbert Schneider tüzértiszttel. A hátulsó parancsnoki központot 09:18-kor tette használhatatlanná egy találat. A leghátsó lövegtorony (a Dora) 09:24-kor vált harcképtelenné. A csatahajó 09:40-kor szenvedett el egy súlyos találatot, ami a középső részén okozott nagy tüzet, a Caesar lövegtorony 09:50-kor szüntette be a tüzelést. 10:00-kor a Bismarck összes fegyvere elhallgatott. A fogytán lévő üzemanyagkészleteik miatt a Rodney és a King George V csatahajóknak még el kellett hagyniuk a helyszínt még mielőtt a Bismarck elsüllyedt. A németek előkészítették a hajójukat az önelsüllyesztéshez, mikor a Dorsetshire három torpedót lőtt ki rá. A csatahajó végül 10:36-kor süllyedt el nagyjából 300 tengeri mérföldre Ouessant-tól nyugatra. A Dorsetshire 85 embert mentett ki a vízből, a Maori romboló további 25 főt. Öt embert mentett ki a másnap beérkező U 74 jelű tengeralattjáró és a Sachsenwald meteorológiai hajó. Karl Dönitz az U 556-ot utasította, hogy a vegye át a Bismarck hajónaplóját. Herbert Wohlfahrt sorhajóhadnagy (Kapitänleutnant) azonban jelezte, hogy nincs már torpedója és fogytán az üzemanyaga, ezért inkább a feladattal az U 74-et bízzák meg. Az U 74 azonban nem érkezett meg időben és ezért a hadinapló is odaveszett a csatahajóval együtt.

### Lindemann halála
Burkard von Müllenheim-Rechberg utoljára 08:00 körül látta a parancsnoki hídon Lindemannt, röviddel a végső csata előtt. Visszaemlékezésében a rendre intelligens, humoros és optimista hajóparancsnokot pesszimistának és zárkózottnak írta le. Megpróbált beszédbe elegyedni vele, de Lindemann nem vett róla tudomást. Azt nem tudta megállapítani, hogy a (brit rombolókkal az éjszaka folytatott) harcok voltak ennek az okai, avagy a Lütjens-szel való nézeteltérései keserítették meg.

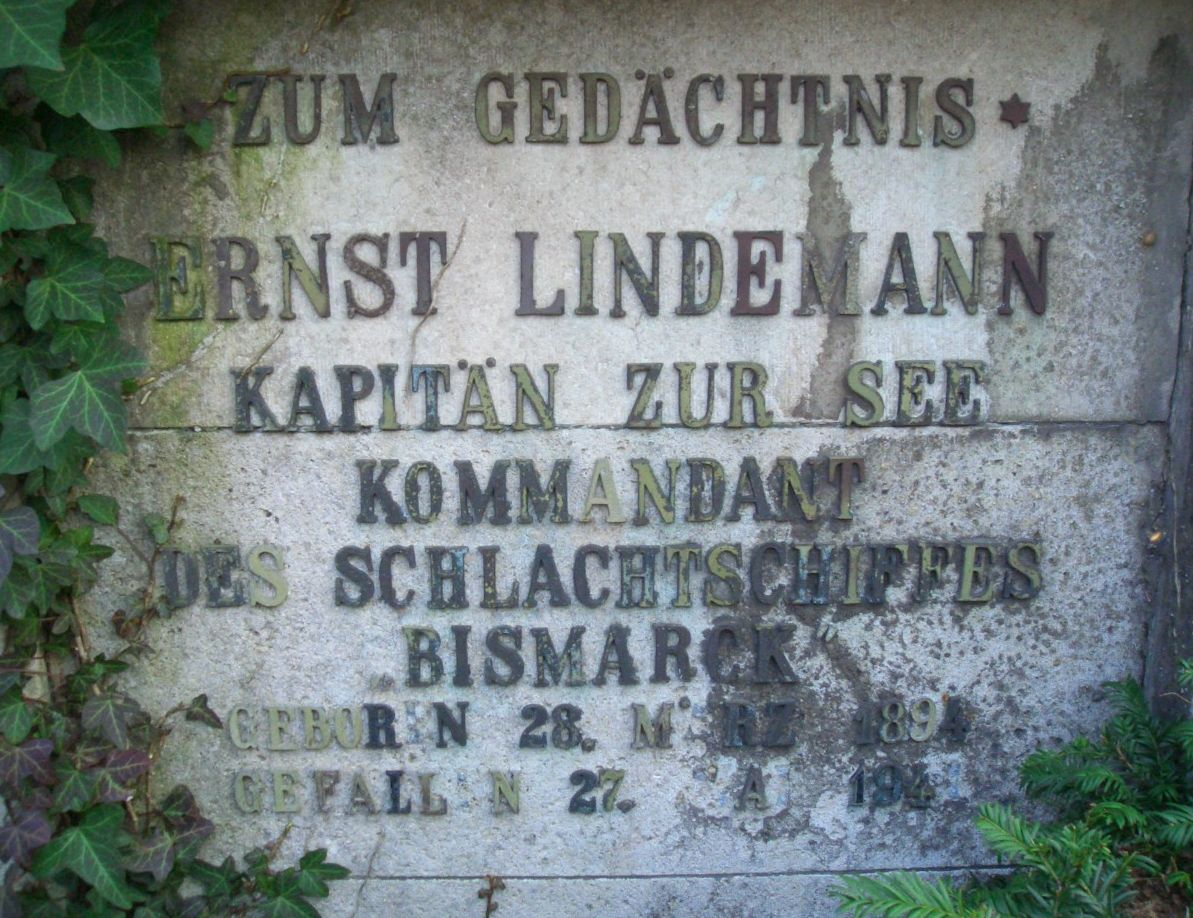
A Lindemann család sírhelye Dahlem temetőjében, Ernst Lindemannra emlékező felirattal

Lindemann holtteste nem került elő, de vélhetőleg Lütjens-szel és több más tiszttel együtt 09:02-kor esett el, mikor a parancsnoki tornyot telitalálat érte. Mikor Robert Ballard oceanográfus 1989-ben fellelte a Bismarck maradványait, az elülső felépítmény nagy részét rommá lőve találta és több mint 50 lövedék ütötte lyuk volt látható a parancsnoki torony közelében. Ez alátámaszthatja a teóriát.
Más beszámolók szerint Lindemann elhagyta a harcálláspontját mikor a parancsnoki torony vezérművei (telgráfjai) használhatatlanná váltak, hogy kiadja a parancsot a hajó elhagyására. Mindez még az előtt történt volna, hogy a parancsnoki tornyot a végzetes találat érte. Paul Hillen matróz, aki a csata utolsó részében ért fel a felső fedélzetre, azt állította, hogy látott egy 20-30 főből álló csoportot a hajóorrnál állva, köztük egy embert fehér csúcsos sapkában. Normál körülmények között egy tengeren lévő német hadihajón csak a parancsnokló tiszt viselt fehér sapkát, így az illető csak Lindemann lehetett volna. Egy másik szemtanú, Rudolf Römer gépész-őrvezető (Maschinengefreiter) azt állította, hogy mikor már a vízben volt, látta Lindemannt a hajóorron az Anton lövegtorony mellett állni. Az elbeszélés szerint a küldönce a társaságában volt és Lindemann igyekezett meggyőzni a küldöncöt, hogy mentse az életét. Ezután a küldönc megragadta Lindemann kezét, majd az orrárbóc felé indultak meg. Ahogy a hajó átfordult, a két férfi rövid ideig vigyázzba állt, majd tisztelegtek. Amikor a hajó a bal oldalára átfordult, a küldönc a vízbe esett. Lindemann még ezután is tisztelgett az orrárbócba kapaszkodva és így merült el a hajóval együtt.

### A Vaskereszt Lovagkeresztje
Lindemann évfolyamtársai mind kapcsolatba léptek Lindemann gyászoló özvegyével. A Crew 1913 korábbi vezetője, Otto Klüber sorhajókapitány 1941 őszén kereste fel az özvegyet és tiszteletbeli tagságot ajánlott számára. 1941 december 27-én, hét hónappal a Bismarck elvesztése után Ernst Lindemann posztumusz a Vaskereszt Lovagkeresztje kitüntetésben részesült. A haditengerészet főparancsnoksága (Oberkommando der Marine) azzal az indokkal döntött a kitüntetésben való részesítése mellett, mert megítélése szerint a kiváló vezetése hozzájárult a Hood csatacirkáló elpusztításához és a Prince of Wales megrongálásához.
Lindemann első tüzértisztje, Adalbert Schneider korvettkapitány még a végső csata napján részesült e kitüntetésben, ami ellentmondott azzal a hagyománnyal, hogy a hajó parancsnoka kapta meg elsőként a kitüntetést a legénység és a tisztikar minden más tagja előtt. Ezt a fajta kivételezést a Wehrmacht többi fegyvernemében erősen kritizálták. Egyes vélemények szerint Lindemann unokatestvére, a korábbi lovassági tábornok Georg Lindemann avatkozhatott közbe a kitüntetés érdekében, amit a Lindemannal húsz éven át bajtársi kapcsolatot ápoló Erich Raeder főtengernagy nyújtotta át Lindemann özvegyének 1942. január 6-án Dahlemben. A főtengernagy ezt követően támogatta az özvegyet és Lindemann édesanyját.

## Kitüntetései
(Egyes kitüntetések magyar nyelvű megnevezése pontatlan lehet.)
- Vaskereszt (1914)
  - Másodosztályú Vaskereszt
  - Első osztályú Vaskereszt (1919. szeptember 27.)[20]
- Frigyes Ágost-Kereszt, másodosztály [21][76]
- Oszmán Hadimedál (Harp Madalyası), török kitüntetés, ismert "Gallipoli Csillag" vagy "Vas Félhold" néven is[20][21]
- Frontharcos Érdemkereszt (Ehrenkreuz des Weltkrieges 1914/1918) (1934. december 6.)[20]
- Szolgálati Kitüntetés (Dienstauszeichnung), másod- harmad és negyedosztály (1936. október 2.)[20][21]
- Dienstauszeichnung első osztály (1938. március 16.)[20]
- Tengerészeti Érdemrend Keresztje (Cruz del Mérito Naval) harmadosztály (spanyol kitüntetés, 1939. június 6.)[20][21]
- Tengerészeti Érdemrend Keresztje (Cruz del Mérito Naval) Tengerészeti Kereszt Fehérben (Cruz Naval con distintivo Blanco) fokozata (1939. augusztus 21.)[20][21]
- Tengerészeti Érdemrend Keresztje (Cruz del Mérito Naval) Tengerészeti Kereszt Aranyban (Cruz Naval con distintivo Amarillo), harmadosztály (1939. augusztus 21.)[20][21]
- Királyi Kardrend (Kungliga Svärdsorden) (svéd kitüntetés, 1941. január 11.)[21][77]
- Háborús Érdemkereszt (Kriegsverdienstkreuz), másodosztály kardokkal ékesítve (1941. január 20.)[21][77]
- Vaskereszt kapoccsal (Spange zum Eisernen Kreuz) (1939)
  - másod- és elsőosztály (1941. május)[21][77]
- Vaskereszt Lovagkeresztje (Ritterkreuz des Eisernen Kreuzes) (posztumusz, 1941. december 27.)[78][79][80]
- Flottahadijelvény (Das Flottenkriegsabzeichen) (posztumusz 1942. április 1.)[77]

### A Lindemann-üteg

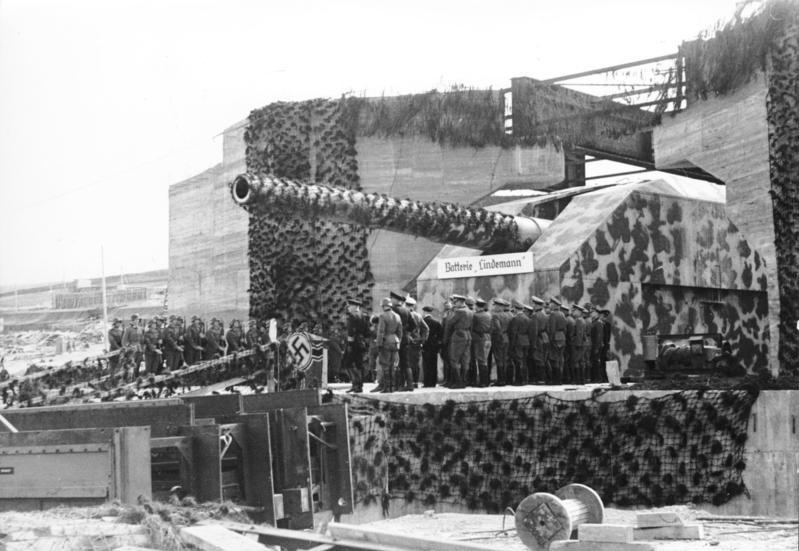
A Lindemann-üteg egyik nehézlövege 1942-ben

Lindemann sorhajókapitány tiszteletére a Calais és Boulogne-sur-Mer közötti Sangatte mellett lévő haditengerészeti tüzérüteg a Lindemann-üteg (Batterie Lindemann) nevet kapta 1942. szeptember 19-én a La Manche-csatorna partvidékének parancsnokló tengernagyától, Friedrich Frisius-tól. Az üteg három 40,6 cm űrméretű, külön kazamatákban elhelyezett ágyúkból állt, melyeket eredetileg a H-osztályú csatahajók fegyverzetének szántak. Ezt megelőzően az ágyúk a Hela-félszigeten voltak felállítva és a Batterie Schleswig-Holstein és Batterie Groß-Deutschland nevet viselték. A lövegeket a kanadai csapatok semmisítették meg 1944. szeptember 26-ának estéjén. A létesítményeit manapság részben a Csatorna-alagút kiásása során felszínre hozott anyagok borítják és már csak a parancsnoki bunker látható belőle pár kisebb erődítéssel.

## Emlékezete
Az 1960-ban forgatott brit Sink the Bismarck! (Süllyesszék el a Bismarckot!) című filmben Carl Möhner osztrák színész játszotta Lindemann szerepét. A film C. S. Forester The Last Nine Days of the Bismarck (A Bismarck utolsó kilenc napja) című könyvén alapult.

## Fordítás
- Ez a szócikk részben vagy egészben  az   Ernst Lindemann című angol Wikipédia-szócikk ezen változatának fordításán alapul.  Az eredeti cikk szerkesztőit annak laptörténete sorolja fel. Ez a jelzés csupán a megfogalmazás eredetét és a szerzői jogokat jelzi, nem szolgál a cikkben szereplő információk forrásmegjelöléseként.